# Treban
Treban är en kommun i departementet Allier i regionen Auvergne-Rhône-Alpes i de centrala delarna av Frankrike. Kommunen ligger  i kantonen Le Montet som ligger i arrondissementet Moulins. År 2022 hade Treban 376 invånare.

## Befolkningsutveckling
Antalet invånare i kommunen Treban
Referens: INSEE